# Цна (притока Мокші)
Цна (рос. Цна) — річка в Тамбовській і Рязанській областях Росії, ліва притока Мокші (басейн Волги). Довжина річки — 451 км, площа водозбірного басейну — 21 500 км. Висота гирла — 86 м над рівнем моря.
На річці стоять міста Котовськ, Тамбов, Моршанськ, Сасово.

## Етимологія
Назва річки (як і однойменної притоки Оки) зазвичай виводять з балтійського *Tъsna, порівнюючи з прусськ. tusnan «тихий». Менш популярна версія походження від д.-рус. *Дьсна «права», що зближує назву з гідронімом Десна.

## Опис
Спокійна рівнинна річка, сильно зарегульована греблями, судноплавна місцями від Тамбова. Лівий берег — безлісий, сильно заселений, але селища переважно за 1-3 км від річки. Уздовж правого берега майже всюди тягнеться смуга лісу, проте до води він виходить лише окремих місцях, оскільки під час Другої світової війни його було вирубано.
Цна нижче Тамбова — звивиста спокійна річка, шириною 40-80 м, що тече по широкій долині з великою кількістю заплав, стариць, проток. По берегах очерети, зарості чагарників.
За селом Кулішово дубовий ліс. Ліс підходить до берега і біля села Перкіно. У межах Тамбова в 1912 році була побудована перша в Тамбовському краї міні-ГЕС.
Нижче Перкіно починається Семикінський канал, що значно скорочує шлях по річці. У заплаві Цни у Перкіно, Семикіно і нижче — лабіринти стариць, що заросли очеретом.
Нижче Моршанська Цна стає ширшою, течія — швидшою, з'являються пляжі з дрібним, місцями мулистим, піском. Береги, в основному, лучні.
Нижче Тенсюпинської греблі русло Цни звужується до 40-50 м, течія прискорюється, з'являються піщані перекати, мілини. Ліс підходить до води у вигляді окремих островів. У радянські часи річка використовувалася для судноплавства по всій довжині судноплавної ділянки, починаючи від Тамбова. Для пасажирського судноплавства використовувалися судна на повітряній подушці. Після будівництва дороги Моршанськ-Тамбов судноплавство закинули. Широко використовується туристами для сплавів.

## Галерея

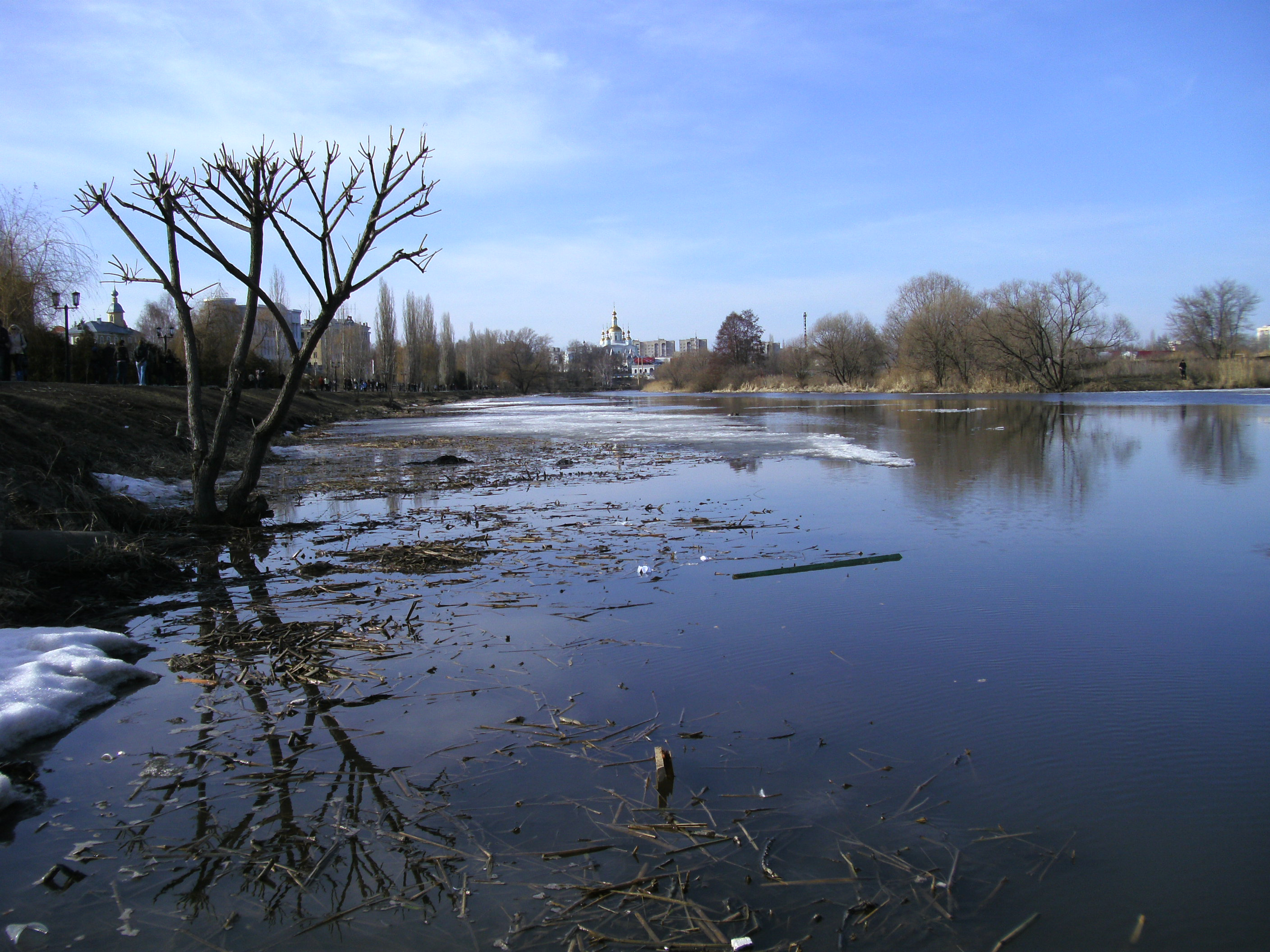
Річка у Тамбові (весна)
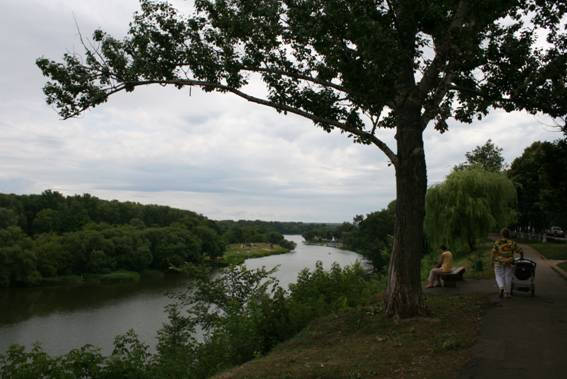
Канал річки Цни